# Barbapapà (album)
Barbapapà, pubblicato nel 1975, è un album del cantautore Roberto Vecchioni assieme al coro Le Mele Verdi (all'epoca formato solamente da bambine) che raccoglie le canzoni della colonna sonora dell'omonima serie animata.
I brani italiani, scritti nella versione originale olandese da Joop Stokkermans (musica) e Harrie Geelen (testi), furono adattati in italiano ed interpretati da Vecchioni, eccetto La canzone di Barbottina, Rosso, bianco verde e blu, La canzone di Barbalalà e Barbabella, bella, bella cantate solo da Le Mele Verdi.

## Edizioni
Il disco è stato pubblicato in due edizioni in LP: la prima, l'11 settembre 1975 su etichetta Philips con il numero di catalogo 9299 722, contenente i testi nella busta interna e la seconda su etichetta Fontana con numero di catalogo 9286 870 per la serie Fontana Special. Non esistono versioni in CD, download digitale o per le piattaforme streaming.

## Tracce
1. La famiglia di Barbapapà/Ecco arrivare i Barbapapà
2. La famiglia di Barbapapà/Com'è divertente aiutar papà
3. La famiglia di Barbapapà/Chi ce l'ha una idea
4. La famiglia di Barbapapà/La canzone di Barbottina
5. La famiglia di Barbapapà/Il migliore amico degli animali
6. La famiglia di Barbapapà/Rosso, bianco verde e blu
7. La famiglia di Barbapapà/Barbapapà Rock
8. La famiglia di Barbapapà/La canzone di Barbalalà
9. La famiglia di Barbapapà/La canzone di Barbadura
10. La famiglia di Barbapapà/Barbabella, bella, bella
11. La famiglia di Barbapapà